# Jay Pritzker Pavilion

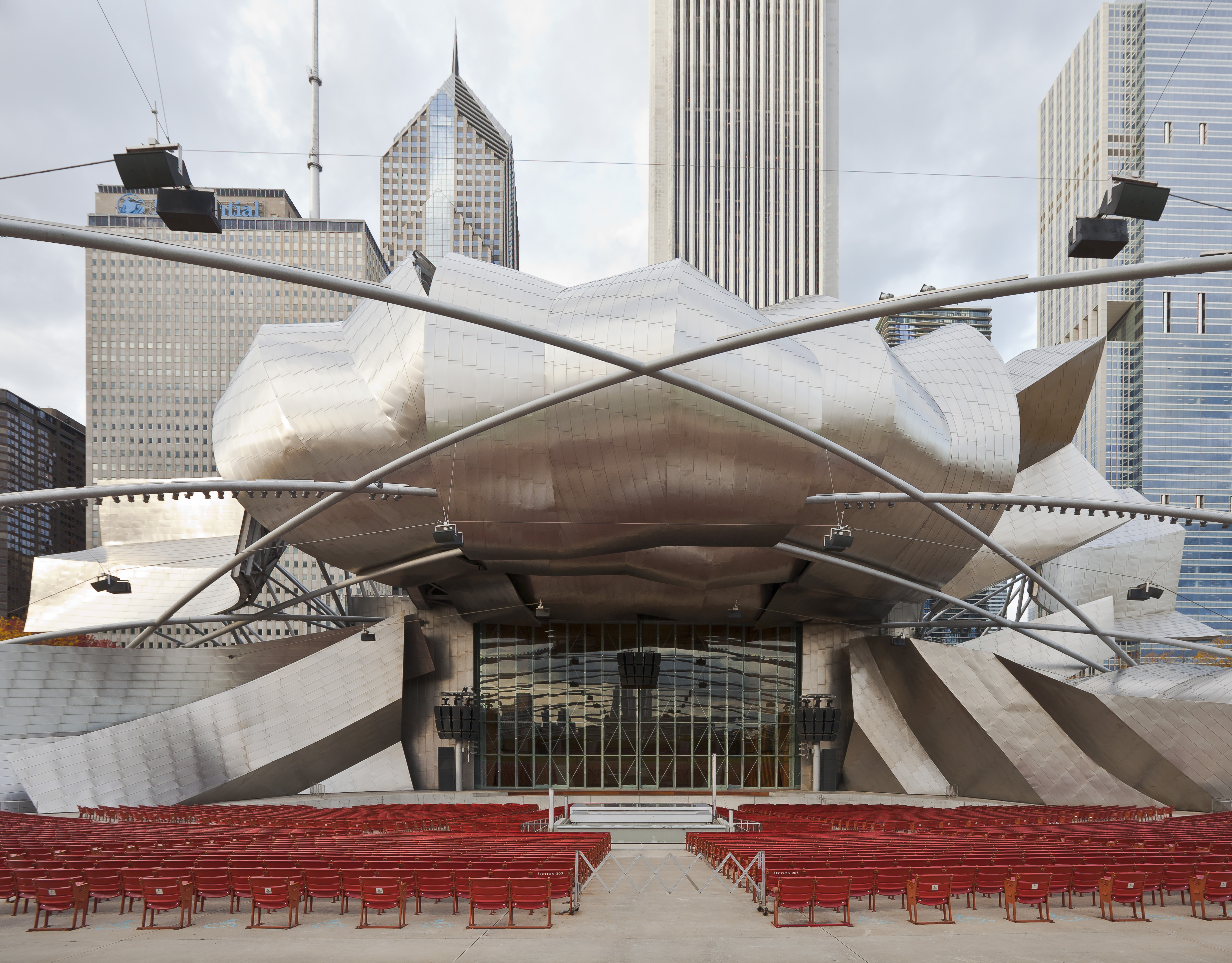
Vista frontal do Pritzker Pavilion.

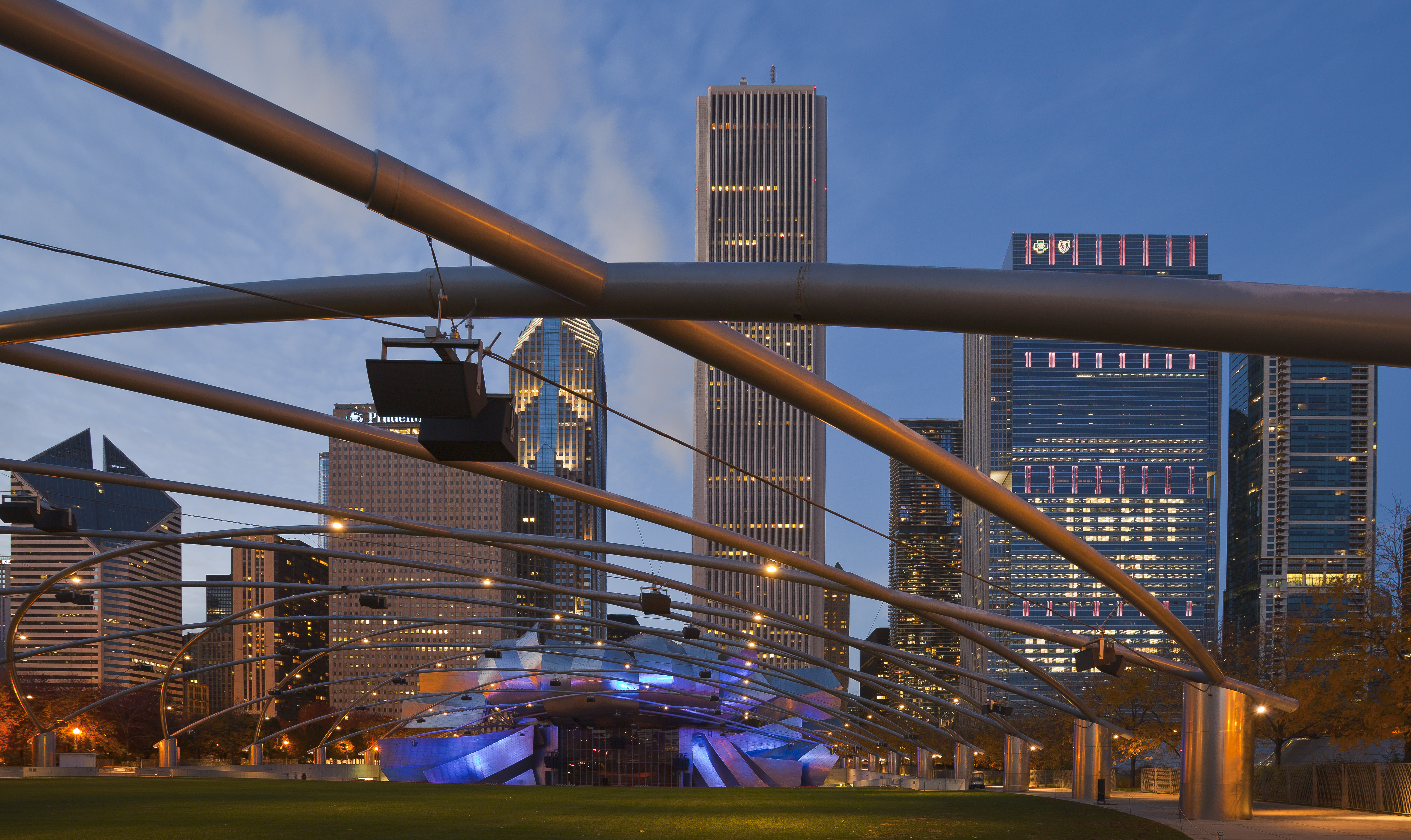
Vista noturna.

O Jay Pritzker Pavilion, também conhecido como Pritzker Pavilion ou Pritzker Music Pavilion, é uma concha acústica da cidade de Chicago, Illinois, Estados Unidos. Localiza-se na área conhecida como Loop, mais precisamente no interior do Millennium Park, um dos maiores parques da cidade. O seu nome é uma homenagem ao empresário Jay Pritzker, cuja família é mais conhecida por operar a Hyatt Hotels. Projetado por Frank Gehry em abril de 1999, foi construído de junho daquele ano até julho de 2004.
O Pritzker Pavilion é sede da Orquestra Sinfônica do Grant Park e do Grant Park Music Festival, o único evento ao vivo de música clássica do país. Ao longo do ano, o local é usado também para apresentações cênicas.